# Figen Yüksekdağ
Figen Yüksekdağ Şenoğlu (Gölovası, província de Adana, 1971) é a atual co-líder do partido de esquerda turco Partido Democrático dos Povos desde 2014, juntamente com Selahattin Demirtaş.

## Biografia
Yüksekdağ nasceu em Gölovası na província de Adana, numa família agricultora etnicamente turca sunita.
Ela foi uma candidata parlamentária independente pelo distrito eleitoral de Adana nas eleições gerais de 2002. Ela esteve envolvida em movimentos pelos direitos da mulher por vários anos antes de vir a ser editora da revista Socialist Woman. Enquanto estava a servir no conselho diretivo do jornal Atılım, ela foi levada a custódia em 2009 devido à sua atividade política. Ele co-fundou o Partido Socialista dos Oprimidos (ESP) pouco depois em 2010 e deixou-o como líder em 2014 para juntar-se ao HDP, com o qual ESP juntou-se depois no mesmo ano. Durante o segundo congresso ordinário do HDP, ela foi eleita co-líder do HDP.